# Коммунарка (расстрельный полигон)
Спецобъе́кт «Коммуна́рка» — мемориальное кладбище на месте одноимённого расстрельного полигона, расположенное в Поселении Сосенское Новомосковского административного округа Москвы на двадцать четвёртом километре Калужского шоссе в километре к северо-западу от одноимённого посёлка.
В 1930—1940-х годах на этом месте функционировал расстрельный полигон, спецобъект НКВД СССР, в котором в ходе репрессий в совершенно секретном порядке производились расстрелы и захоронения людей, «подписанных к репрессии по первой категории» (то есть тайно приговорённых к расстрелу).

## Предыстория

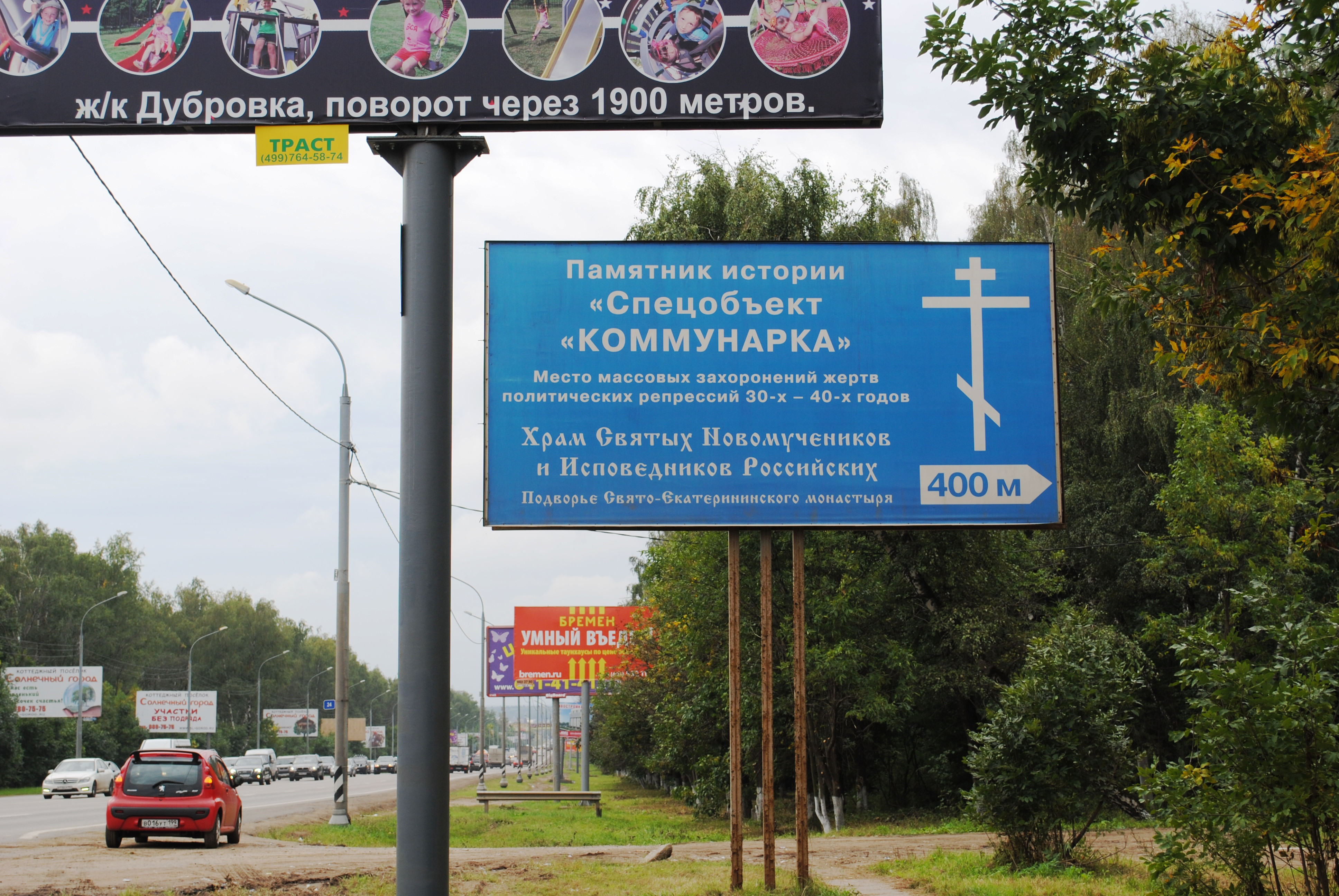
Щит на шоссе у поворота к полигону. 2012 год

Существует распространённое заблуждение, что полигон создан на месте мызы Хорошавка. Это не соответствует действительности: мыза Хорошавка находилась южнее полигона, а территория самого полигона была известна как хутор Лоза.
После Октябрьской революции хозяев мызы выселили. В конце 1920-х — начале 1930-х годов вблизи мызы был организован спецобъект. Его название — «Коммунарка» — позаимствовали у соседнего подсобного хозяйства ОГПУ. Здесь началось обустройство личной дачи председателя ОГПУ, позже — наркома НКВД СССР Генриха Ягоды. В. Знаменская, племянница Г. Ягоды, рассказывала, что дача не предназначалась для отдыха и семьи. Это была загородная резиденция наркома, где он проводил совещания с руководством НКВД.
28 марта 1937 года Генриха Ягоду арестовали. Имущество с дачи вывезли. К тому моменту существовавший расстрельный полигон Бутово работал в полную силу, но поток нарастал. Решение проблемы нашёл преемник Г. Ягоды — Н. И. Ежов. В своих рабочих записях он сформулировал: «Дачу Ягоды — чекистам».

## История
Со 2 сентября 1937 года этот спецобъект НКВД СССР стал местом массовых казней различных высокопоставленных деятелей. Здесь казнили приговорённых к смерти Военной коллегией Верховного Суда СССР. Казнь происходила в день вынесения приговора.
По оценкам экспертной комиссии Федеральной службы контрразведки России, выполненным в 1993 году, на полигоне «Коммунарка» покоятся останки от 10 до 14 тысячи человек. Из них по состоянию на 2018 год менее 6609 человек были известны поимённо и внесены в списки, составленные обществом «Мемориал».

В этой книге памяти опубликованы 4527 кратких биографических справок и 2187 фотографий людей, расстрелянных в Москве со 2 сентября 1937 г. по 16 октября 1941 г. по ложным политическим обвинениям.
…
Всего в Москве в 1937—1941 гг. по делам, которые велись органами НКВД — НКГБ, было расстреляно около 32 тысяч человек. Из них не менее 29 200 — в 1937—1938 гг. Эти цифры устанавливаются из предписаний на расстрелы и из актов о приведении приговоров в исполнение, хранящихся в архиве Управления ФСБ РФ по г. Москве и Московской области (далее — Московское УФСБ) и в Центральном архиве ФСБ РФ (ЦА ФСБ).
Из этих 32 тысяч расстрелянных погребено на Бутовском полигоне 20 765 человек, несколько сот — на Новом Донском кладбище, остальные — на «Коммунарке».

## Казни иностранных граждан

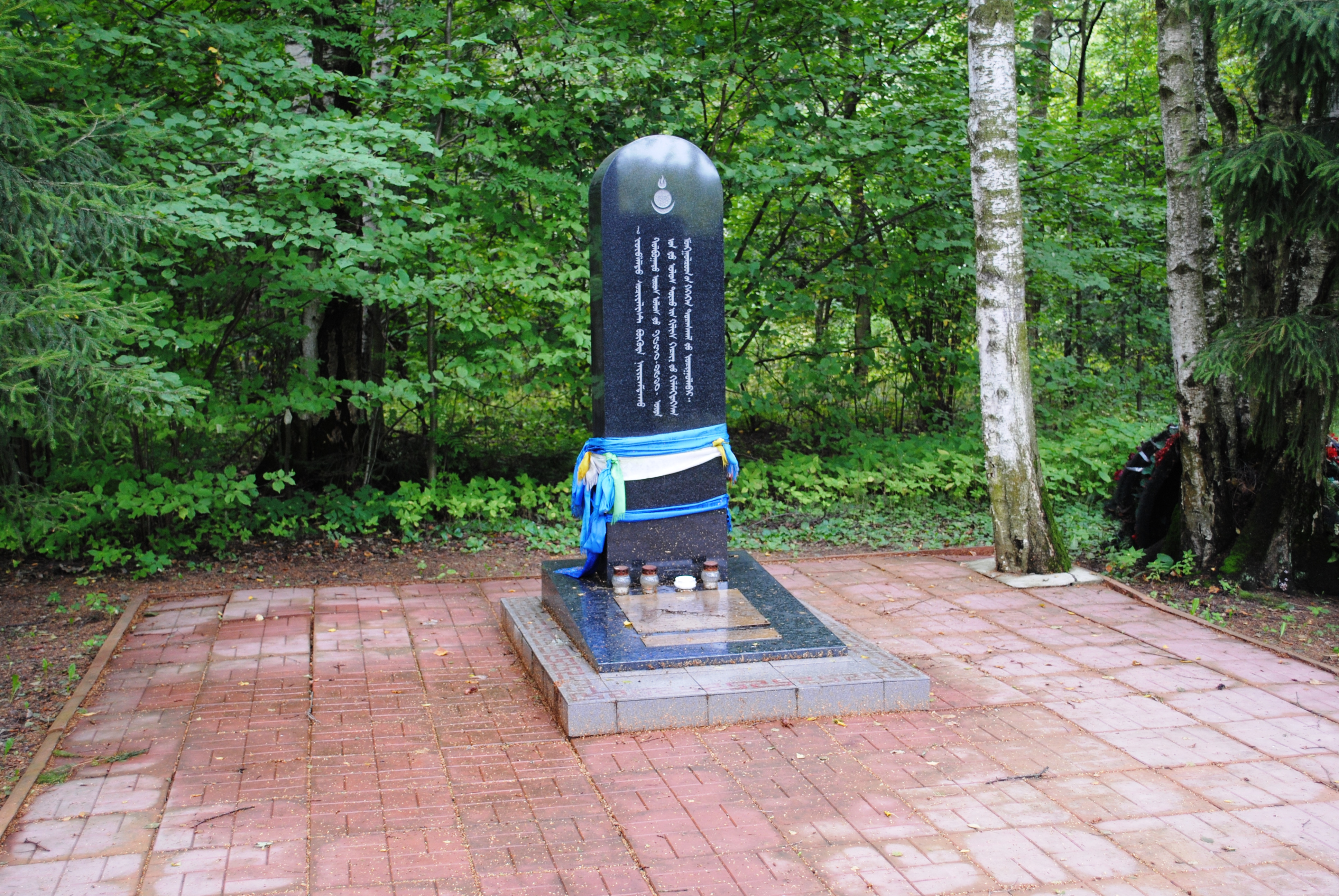
Памятный обелиск уничтоженному на полигоне правительству Монголии (2012)

На полигоне «Коммунарка» совершались также казни иностранных граждан. Здесь в немаркированных траншеях находятся останки представителей более 60 национальностей граждан 11 стран. В списке жертв — политические и общественные деятели, лидеры Коминтерна, представлявшие коммунистические движения Германии, Румынии, Франции, Турции, Болгарии, Финляндии, Венгрии, Польши, Великобритании.
Бо́льшая часть высшего руководства Монголии была уничтожена здесь в июле 1941 года. Ставший в 1936 году главой правительства Монголии А. Амар в 1939 году был арестован вместе со своими 28 ближайшими сотрудниками. Все они были вывезены в СССР и 27 июля 1941 года расстреляны по приговору Военной коллегии Верховного суда СССР.
В 2002 году здесь был открыт памятник расстрелянным монгольским министрам.

## 16 октября 1941 года
Самыми многочисленными после 1937—1938 годов были расстрелы 16 октября 1941 года. В этот трагический день, когда стала реальной сдача Москвы немцам, по приговорам Военной коллегии и военных трибуналов расстреляли 220 человек.
16 октября 1941 года здесь был расстрелян ряд политических и военных деятелей Латвийской Республики:
командир Земгальской дивизии генерал Жанис Бахс, помощник командира Латгальской дивизии генерал Рудолфс Клинсонс, главком авиации генерал Янис Инданс, посол Латвии в СССР Фрицис Коциньш, военный атташе посольства Латвии в Москве Янис Залитис, генералы Артур Даннебергс, Артурс Далбергс, Андрей Крустиньш, Роберт Клявиньш, Вилис Спандегс, полковники Карлис Лейиньш, Александрс Кристовскис, Рудолфс Цеплитис, Янис Пуксис, Юлийс Розенталс, полковник, писатель и журналист Ото Зелтиньш-Голдфелдс, дипломат Хуго Целминьш, художник и карикатурист Сергейс Цивинскис-Цивис и др.
В тот же день здесь были расстреляны также комкор Максим Магер, бригадный комиссар Василий Давыдов, |генералы Степан Оборин, Сергей Черных, жена секретаря Сталина Александра Поскребышева – Бронислава Металликова и другие.
Никаких официальных данных о том, что произошло на полигоне в тот день, нет. На сайте организации «Мемориал» упоминается о четырёх жертвах.

## Известные лица, казнённые на спецобъекте «Коммунарка»

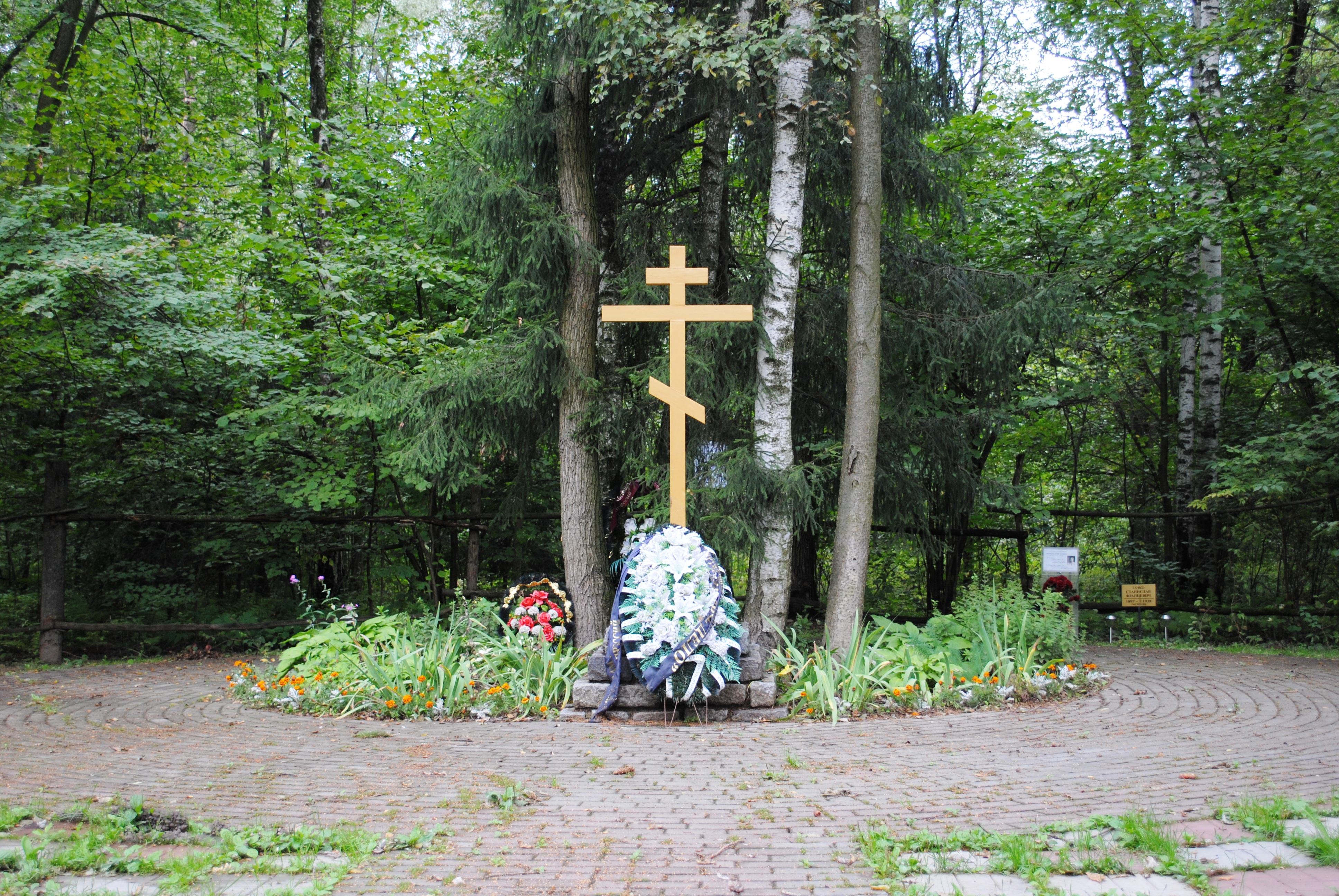
Поклонный крест при въезде на полигон (2012)

## Современное состояние
В 1999 году территория полигона передана из ведения ФСБ в ведение Русской православной церкви. 22 сентября 2007 года на территории полигона был освящён храм Святых Новомучеников и Исповедников российских в Коммунарке. 27 октября 2018 года на бывшем спецобъекте НКВД «Коммунарка» была открыта «Стена памяти».
В 2021 году на месте бывшего полигона Музеем истории ГУЛАГа открыт информационный центр, где представлены данные на 6609 захороненных и разработана экскурсионная программа для посещения «Коммунарки». Этому предшествовали поисковые и исследовательские работы, позволившие локализовать места массовых захоронений на полигоне. На основе полученных материалов составлена подробная карта 130 котлованов массовых захоронений и определена их общая площадь — 1943 квадратных метра.